# Tomb Raider : Sur les traces de Lara Croft
 (avril 2018).
Si vous disposez d'ouvrages ou d'articles de référence ou si vous connaissez des sites web de qualité traitant du thème abordé ici, merci de compléter l'article en donnant les références utiles à sa vérifiabilité et en les liant à la section « Notes et références ».
Tomb Raider : Sur les traces de Lara Croft (Tomb Raider Chronicles en version originale) est un jeu vidéo d'action-aventure développé par Core Design et édité par Eidos Interactive en 2000. Il constitue le 5e volet de la série vidéoludique Tomb Raider. Il s'agit d'un épisode hiatus sous forme de flashbacks entre le quatrième et le sixième opus de la série. À noter que chaque chronique rappelle un épisode précédent de la série.
Ainsi, la première aventure rappelle Tomb Raider I, du fait que deux de ses personnages refont leur apparition. La seconde aventure rappelle Tomb Raider II et son épave immergée. La troisième évoque assez le premier niveau de Tomb Raider : La Révélation finale, du fait que Lara y apparaît adolescente. Celle-ci fait également référence au film Sleepy Hollow. La dernière aventure, quant à elle, emprunte beaucoup à l'univers du film Matrix, sorti un an plus tôt.

## Système de jeu
Ce volet reprend le gameplay du 4e épisode en y ajoutant deux nouveaux mouvements (assez anecdotiques) : marcher en équilibre sur un fil tendu, et basculer en avant lorsque Lara est accroupie au bord du vide. Sont aussi présents dans ce volet plusieurs innovations qui seront amplement reprises par la suite. Dans le niveau "Le Vieux moulin", à l'intérieur du moulin à vent, elle saute pour s'accrocher à une barre verticale et tourne autour pour prendre de l'élan, afin de sauter plus loin. Dans "Alerte Rouge !", elle utilise des grappins à usage unique, auxquels sont accrochés une corde qu'elle utilise pour se balancer. Ces innovations seront largement présentes dans des épisodes ultérieurs, tels que Legend. C'est dans ce même épisode que réapparaîtra Zip, le pirate informatique, que l'on découvre ici pour la première fois.

## Scénario

### Prologue
Le jeu débute alors que Lara Croft est toujours portée disparue en Égypte, tombée dans une fosse alors qu'elle tentait de s'enfuir de la pyramide de Khéops. Un mémorial à son effigie est toutefois dressé dans son domaine du Surrey. Trois de ses proches, à savoir Winston, son majordome, le père Dunstan et son ancien professeur, Charles Kane, se réunissent dans son manoir afin d’honorer sa mémoire en relatant ses exploits passés. Il s'ensuit alors une rétrospective de ses anciennes aventures.

### Rome
La première se situe à Rome où Lara tente d'acheter la pierre de Mercure à ses rivaux, déjà présents dans Tomb Raider I : Pierre Dupont et Larson Conway. Ces derniers tentent de doubler la jeune archéologue mais celle-ci parvient à s'emparer de la pierre et à leur échapper. Le lendemain, notre héroïne explore les rues de la cité éternelle jusqu'aux marchés de Trajan. Là-bas, elle aura affaire de nouveau aux deux larrons, bien déterminés à s'emparer des pierres pour leur profit. Une fois dans les catacombes du Colisée, Lara, après avoir vaincu gladiateurs, lions et autres monstres antiques en tous genres, récupérera la fameuse pierre philosophale.

### La Russie
Des années plus tard, le professeur Kane se remémore la fois où, aux abords d'une base de la marine russe sur la mer Baltique, Lara et lui ont tenté d’empêcher la mafia de mettre la main sur la lance du destin qui reposait à l’intérieur de l'épave d'un sous-marin allemand.
L'intrépide archéologue s'introduit donc dans la base et découvre que Sergei Mikhailov, le chef de la mafia russe, s'est loué un sous-marin et les services de son équipage pour s'emparer de la Lance de Longinus. Lara parvient à monter clandestinement à bord, avant d'être arrêtée par l'amiral Yarofev. Notre héroïne s’échappe en passant par les conduits d’aération, puis revêt un scaphandre avant de plonger jusqu'à l'épave du U-Boot. Elle y retrouvera la lance mais une fuite d'oxygène la forcera à revenir précipitamment jusqu'au sous-marin russe, où Mikhailov et ses hommes l'obligeront à lui remettre la relique. Celle-ci entre de mauvaises mains, provoquera une déflagration qui causera une sérieuse avarie au vaisseau. Toutefois, avec l'aide de Yarofev, Lara atteindra la capsule de secours avant que le sous-marin en perdition ne sombre avec ce dernier.

### L'Irlande
Le père Dunstan se souvient quant à lui des événements inquiétants qui l'ont amené à enquêter sur une île d'Irlande alors que la comtesse d'Abingdon n'était qu'une adolescente.
Alerté par Winston chez qui Lara passe ses vacances, le prêtre s'embarque pour l'île sans savoir que la jeune fille s'est cachée à bord. En contrebas d'un clocher en ruine, Lara tombe sur le fantôme d'un pendu qui lui demande de retrouver son cœur, emprisonné par un abbé dans les racines d'un arbre situé juste au-dessus d'un caveau. Là-bas, elle y retrouve le père Dunstan qui, penché au-dessus d'une fosse, nargue l'esprit maléfique qui s'y trouve au fond. Après avoir renvoyé ce dernier en enfer, il réprimande Lara pour l'avoir suivi et lui ordonne de se mettre à l'abri dans une vieille abbaye. Elle y parviendra après avoir replacé le cœur du pendu dans une urne, puis à l'intérieur de la vieille abbaye, la Mort guidera Lara dans ses catacombes jusqu'à un vieux grimoire.
Dehors, Lara fait part de sa découverte au père Dunstan, mais malheureusement celui-ci est enlevé par un cavalier fantôme. Ce dernier, nommé Vladimir Kaleta, fut jadis maudit par un vieil abbé. Réduit à l'état de démon, il lui est impossible de quitter l'île puisqu'il est cerné par de l'eau qu'il ne peut traverser. Le démon cosaque exige que Lara mette hors-service les deux moulins qui brassent l'eau entourant la grange où il vit, sans quoi il tuera l'ecclésiastique. Lara parvient à remplir sa part du contrat et le cosaque relâche Dunstan, qui sera maudit à son tour pour avoir libéré un démon. Kaleta s'apprête à tuer Lara, quand le prêtre enjoint celle-ci de lire à voix haute les noms inscrits dans le vieux grimoire. La jeune fille prononce alors le nom de Verdilet, ce qui fige le cosaque car lorsqu'on prononce le nom d'un démon, on en devient le maître. Lara l'envoie en enfer et quitte l'île avec Dunstan.

### New York
Au Manoir des Croft, ses trois amis se remémorent comment Lara a récupéré l'Iris, l'artefact découvert par Von Croy au Cambodge en 1984.
Pour ce faire, celle-ci s'est adjointe les services d'un pirate informatique nommé Zip, afin de pénétrer dans la tour Von Croy Industries à New York. Une fois à l’intérieur du complexe militaro-industriel du magnat autrichien, Lara devra faire face aux nombreux gardes chargés de protéger la tour. Après que notre héroïne aura mis la main sur l'Iris, Von Croy n'hésitera pas à envoyer deux androïdes à ses trousses. Celle-ci réussira à les neutraliser en les électrocutant et en les gazant, avant de s'enfuir en deltaplane par le toit.

### Épilogue
C'est sur ce dernier souvenir que les trois hommes portent un toast à la mémoire de leur amie commune, tandis que pendant ce temps, en Égypte, dans ses recherches acharnées pour retrouver la jeune archéologue, Von Croy est informé d'une découverte par ses ouvriers : il s'agit du sac-à-dos de Lara.

### Liste des niveaux
- Italie (Rome) :

1. Les rues de Rome
2. Les marchés Trajans (et non Troyens, erreur de localisation de la part des concepteurs du niveau)
3. Le Colisée

- Russie :

1. La base
2. Le sous-marin
3. Le grand plongeon
4. Navire en détresse

- Irlande :

1. La Potence
2. Le labyrinthe
3. Le Vieux moulin

- États-Unis (New York) :

1. L'étage maudit
2. Le vol de l'Iris
3. Alerte Rouge !

## Accueil
Tomb Raider : Sur les traces de Lara Croft n'a pas été un succès commercial éclatant.[réf. nécessaire] Marcus pense que cet épisode est le pire de la série et le qualifie de « calamiteux ».

## Éditeur de niveau
Ce cinquième opus inclut un 2e CD sur lequel on trouve un éditeur permettant au joueur de créer ses propres niveaux. Intitulé Tomb Raider Level Editor (TRLE), c'est un éditeur de niveaux du jeu Tomb Raider. Basé entièrement sur les technologies de l'ancien concepteur du jeu, Core Design (créateur des six premiers opus), il permet de créer la géométrie des niveaux, d'appliquer des textures et des éclairages, d'insérer des objets et des ennemis et, bien entendu, de concevoir pièges et puzzles. De nombreux amateurs se sont alors lancés dans la création de niveaux personnels. Il s'agit soit de niveaux « à l'unité », soit d'une succession de niveaux proposant une véritable aventure. Il est incompatible avec les opus suivants de la série : Tomb Raider : L'Ange des ténèbres, Tomb Raider: Legend, Tomb Raider: Anniversary, Tomb Raider: Underworld, Tomb Raider, Rise of the Tomb Raider et Shadow of the Tomb Raider.